# 女孩夜衝
《女孩夜衝》（英語："Girls Night Out"）是是英國歌手兼詞曲作家酷娃恰莉的錄製的單曲。它作為每月發行一次的單曲系列第三部分由庇護所唱片和UK大西洋唱片於2018年7月26日發行。

## 發行
在數次現場表演後，單曲的樣本於2017年在線上外洩，單曲原本收錄在廢棄的第三張錄音室專輯。歌曲後期為了正式發行完成定稿，並在橋段間加上額外的人聲製程和即興製作。2018年7月25日，歌曲正式認證為下一首酷娃恰莉每月發行一次的單曲，並在當周後期發行。

## 樂評要點
《滾石》 的Althea Legaspi將單曲標記為一首「重擊的派對狂歡歌曲。」 《告示牌》的Henry Youtt指稱歌曲是「精神充沛的派對聖歌。」 《新音樂快遞》的認為《女孩夜衝》是「我們生活中所有不快事物的最佳解藥。這首歌可以逆轉全球暖化帶來的影響。它可以把倫敦的生活費砍成一瓶Lambrini的價格。它是一次皮膚的清潔，奮進的打氣— 是酷娃恰莉的粉絲渴求的一切。」

## 現場表演
單曲在2015年7月由蘇菲在紐約市布魯克林的Output club首次播放。自2015至2018年間，單曲已在恰莉和蘇菲的現場表演中播放數次。

## 曲目列表
| 數位下載 | 數位下載                 | 數位下載 |
| 曲序     | 曲目                     | 时长     |
| -------- | ------------------------ | -------- |
| 1.       | 女孩夜衝 Girls Night Out | 3:41     |

## 製作人員
資料取自Tidal。
- 酷娃恰莉 – 主唱、作詞
- 蘇菲（英语：Sophie (musician)） – 製作、主唱、作曲
- Stargate（英语：Stargate (music producers)）  – 協助製作、作曲
- Michael Freeman – 混音
- 馬克「尖頭」斯滕特（英语：Spike Stent） – 混音
- Stuart Hawkes – 母帶